# Казе Палацо (Потенца)
Казе Палацо (итал. Case Palazzo) је насеље у Италији у округу Потенца, региону Базиликата.
Према процени из 2011. у насељу је живело 35 становника. Насеље се налази на надморској висини од 775 м.